# Guingamp
Guingamp [ɡɛ̃ˈɡɑ̃] (bretonisch Gwengamp) ist eine französische Stadt mit 7127 Einwohnern (Stand: 1. Januar 2022) im Département Côtes-d’Armor in der Bretagne. Sie ist Sitz der Unterpräfektur des gleichnamigen Arrondissements Guingamp und Verwaltungssitz des Gemeindeverbands Guingamp-Paimpol Agglomération. Die Bewohner werden Guingampais und Guingampaises genannt.

## Geografie

### Lage

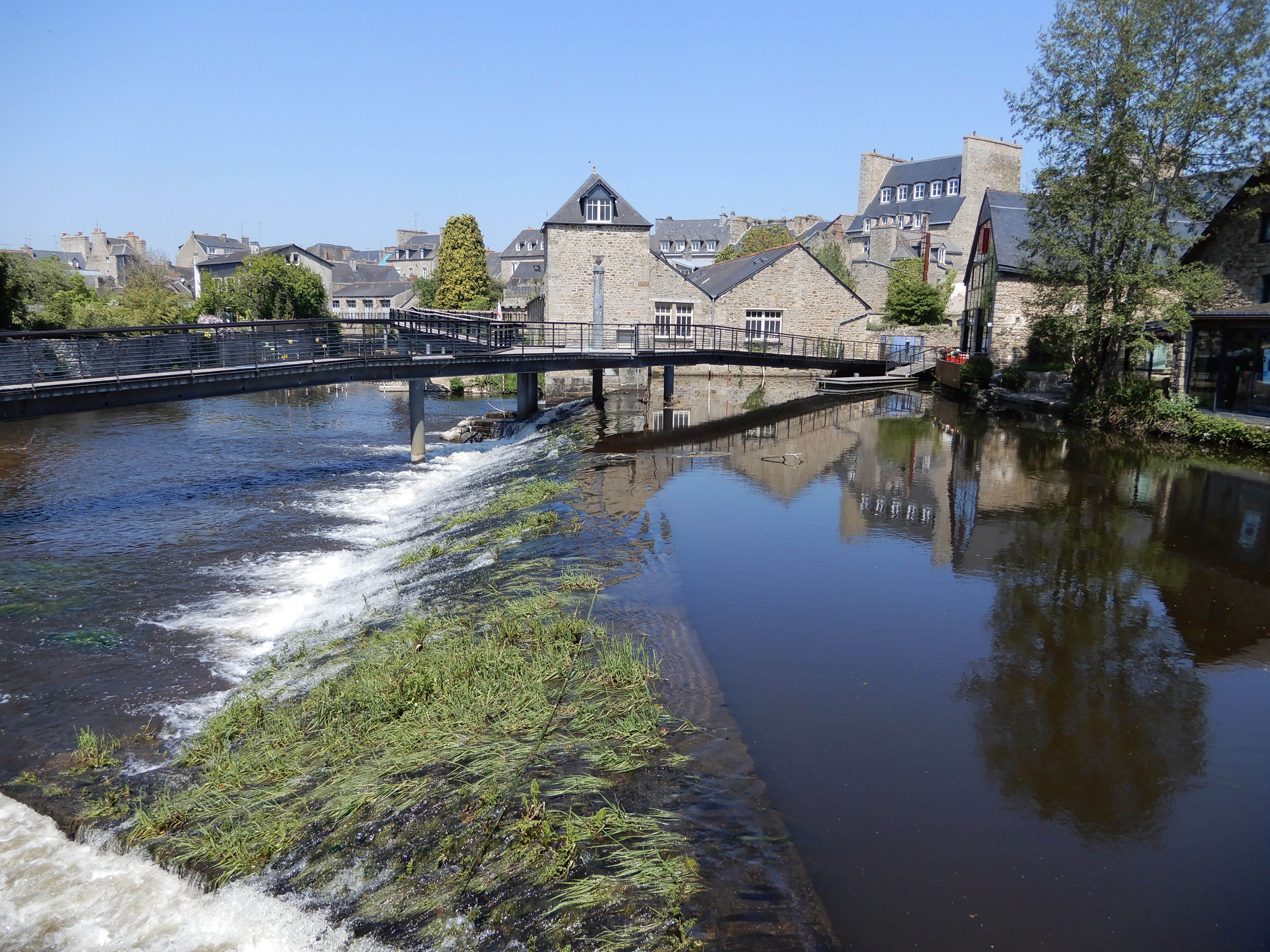
Spazierweg über den Trieux

Guingamp liegt rund 100 m über dem Meeresspiegel am Flüsschen Trieux. Die Gemeinde sieht sich an der Grenze zwischen dem Armor, dem Land am Meer, und dem Argoat, dem Land der Wälder. Historisch gehört sie zum Trégor, einer der neun Provinzen der Bretagne.
Guingamp liegt circa 100 Kilometer östlich von Brest und 120 Kilometer nordwestlich von Rennes. Saint-Brieuc mit der  Präfektur des Départements liegt circa 30 Kilometer Luftlinie in östlicher Richtung.
Umgeben wird Guingamp von den fünf Nachbargemeinden:
| Plouisy | Pabu                                        |               |
|         | Kompassrose, die auf Nachbargemeinden zeigt | Saint-Agathon |
| Grâces  |                                             | Ploumagoar    |

### Bodennutzung

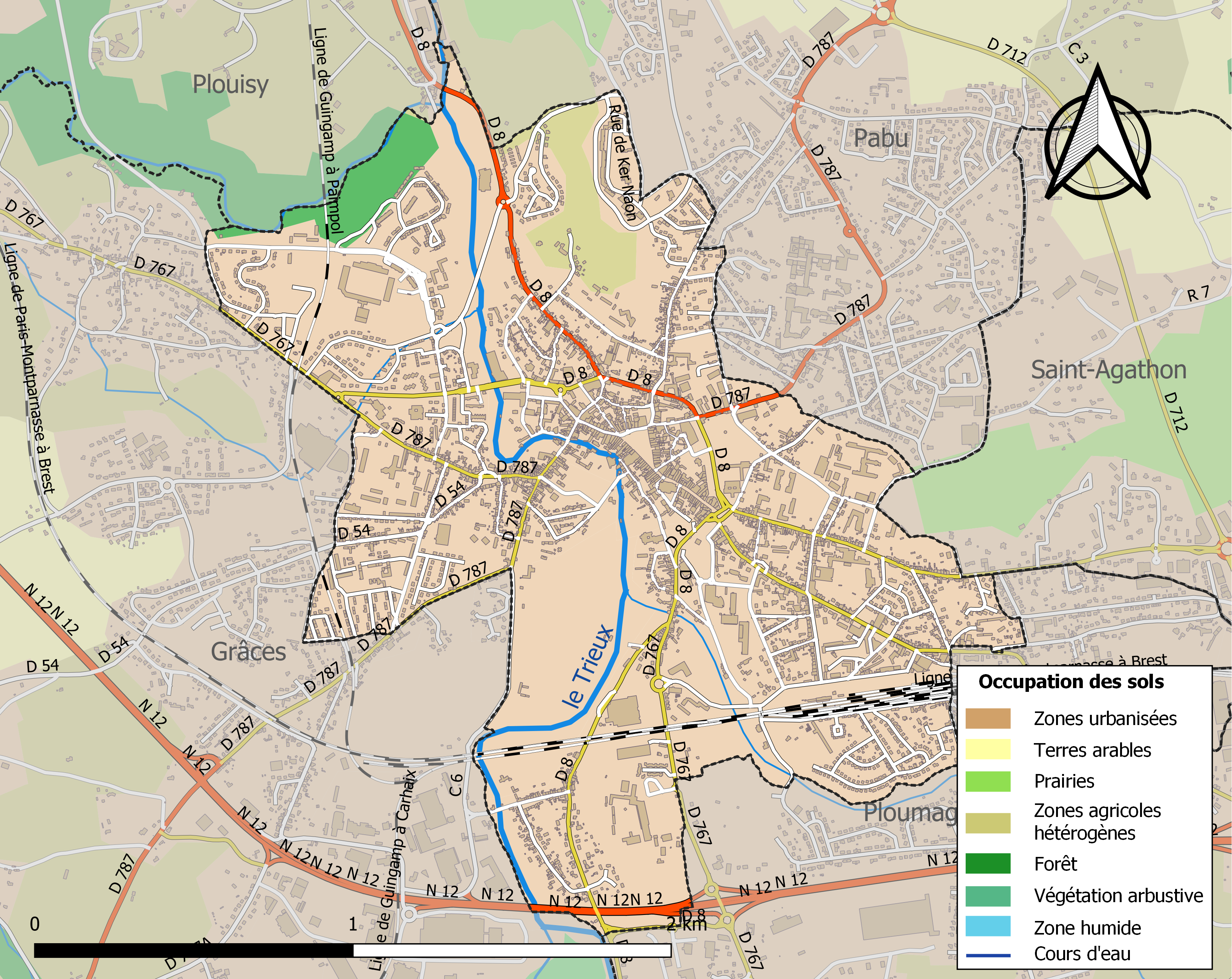
Bodennutzung und Infrastruktur der Gemeinde (2018)

Die Bodennutzung der Gemeinde, wie sie aus der europäischen biophysikalischen Landbedeckungsdatenbank CORINE Land Cover (CLC) hervorgeht, ist gekennzeichnet durch künstlich gestaltete Gebiete (94,3 % im Jahr 2018).
Die detaillierte Verteilung im Jahr 2018 sieht wie folgt aus:
- Diagrammdaten:
- Definition |
- Hilfe

## Klima
|                        | Jan | Feb | Mär  | Apr | Mai  | Jun  | Jul  | Aug  | Sep  | Okt  | Nov  | Dez |   |      |
| Mittl. Temperatur (°C) | 6,5 | 6,4 | 7,8  | 9,7 | 12,4 | 15,2 | 17   | 16,9 | 15,5 | 12,9 | 9,4  | 7,2 | ⌀ | 11,4 |
| Mittl. Tagesmax. (°C)  | 8,6 | 8,8 | 10,7 | 13  | 15,7 | 18,6 | 20,4 | 20,3 | 18,7 | 15,5 | 11,5 | 9,2 | ⌀ | 14,3 |
| Mittl. Tagesmin. (°C)  | 4,5 | 4,2 | 5,1  | 6,6 | 9,2  | 11,9 | 13,8 | 13,9 | 12,6 | 10,6 | 7,5  | 5,3 | ⌀ | 8,8  |
|                        |     |     |      |     |      |      |      |      |      |      |      |     |   |      |
| Niederschlag (mm)      | 80  | 74  | 66   | 83  | 84   | 70   | 62   | 63   | 60   | 78   | 79   | 87  | Σ | 886  |
|                        |     |     |      |     |      |      |      |      |      |      |      |     |   |      |
| Sonnenstunden (h/d)    | 3,2 | 4,0 | 5,3  | 6,9 | 7,0  | 7,8  | 7,7  | 7,0  | 6,4  | 4,8  | 3,8  | 3,6 | ⌀ | 5,6  |
|                        |     |     |      |     |      |      |      |      |      |      |      |     |   |      |
| Regentage (d)          | 10  | 10  | 9    | 10  | 9    | 8    | 8    | 8    | 7    | 10   | 11   | 11  | Σ | 111  |
|                        |     |     |      |     |      |      |      |      |      |      |      |     |   |      |
| Luftfeuchtigkeit (%)   | 84  | 82  | 80   | 78  | 79   | 77   | 77   | 79   | 79   | 82   | 84   | 83  | ⌀ | 80,3 |

| 4,5 |

| 4,2 |

| 5,1 |

| 6,6 |

| 9,2 |

| 11,9 |

| 13,8 |

| 13,9 |

| 12,6 |

| 10,6 |

| 7,5 |

| 5,3 |

| 4,5 |

| 4,2 |

| 5,1 |

| 6,6 |

| 9,2 |

| 11,9 |

| 13,8 |

| 13,9 |

| 12,6 |

| 10,6 |

| 7,5 |

| 5,3 |

Das Klima ist als Ozeanklima (Cfb-Klima) nach Köppen und Geiger klassifiziert. Es zeichnet sich durch warme Sommer und milde Winter aus. Markante jahreszeitliche Unterschiede bezüglich Temperatur und Niederschläge sind nicht zu verzeichnen. Die Luftfeuchtigkeit ist das ganze Jahr über relativ hoch. Die Angaben von Temperatur, Wassertemperatur, Niederschlag, Regentag und Luftfeuchtigkeit basieren auf Daten von 1991–2021, Sonnenstunden auf Daten von 1999–2019.

## Toponomie
Der Name der Stadt, der zum ersten Mal in einer 1123 zugunsten des Abtes von Saint-Melaine in Rennes verfassten Urkunde vorkommt, wird aus dem altbretonischen Wort „win“, heute „gwenn“ gebildet, im Sinne von „weiß“, „gesegnet“ oder „heilig“, aber auch „Ödland“, und aus dem alten bretonischen „camp“, entlehnt aus dem lateinischen „campus“, der ein „offenes Feld“, eine „Landschaft“ bezeichnet. Wahrscheinlich vor dem 10. Jahrhundert ist dieser Ortsname, wie vom Historiker Bernard Tanguy vorgeschlagen, ein Homonym von „campus Wincamp“, wörtlich domaine du Champ blanc auf Französisch, erwähnt 830 in Comblessac in einem Schriftstück der Abtei von Redon.
Weitere Formen des Ortsnamens erschienen als „Guencamp“ (1123), „Guengamp“ (1145), „Wengampus“ (1151), „Wengamp“ und „Guengampus“ (1165 und 1169), „Wingamp“ (1165 und 1171), „Guengampus“ und „Guingampus“ (1235), „Guingamp“ (1750).

## Geschichte
An der Stelle des heutigen Guingamp war in gallo-römischer Zeit eine Station an einem Handelsweg zwischen Normandie und nordwestlicher Bretagne. Der Ort wurde wahrscheinlich im 9. Jahrhundert gegründet, als es notwendig war, sich den normannischen Überfällen zu stellen. Anfangs waren es nur ein paar Häuser, die sich um eine Motte Castrale (Holzturm auf einem Fels- oder Erdhügel) gruppierten, die einen strategischen Übergangspunkt überwachen und schützen sollten, der ein kleines Tal überblickt, auf halbem Weg zwischen der Quelle und der Mündung des Trieux.
Es war im 11. Jahrhundert, sehr wahrscheinlich um 1034, als Herzog Alain III. seinem Bruder Odo eine große Schenkung von Land vermachte. Etienne, einer der Söhne Odos, war der erste bekannte Seigneur von Guingamp. Zu dieser Zeit wurden auch einen ersten Schutzwall in Form von Holzpalisaden und eine erste Festung gebaut, „Motte du Comte“ genannt. Im folgenden Jahrhundert wurde diese Konstruktion aus Holz und Erde durch eine große gemauerte Umfriedung mit unregelmäßigem polygonalem Grundriss ersetzt. Bereits 1190 existierte die Porte de Rennes, die mehrere Jahrhunderte lang der Hauptzugang zur ummauerten Stadt sein sollte.
Als besonders aktives Zentrum, das im September 1151 in einer für die Abtei von Marmoutier ausgestellten Urkunde als Hauptort der Grafschaft qualifiziert wurde, hatte die Stadt seit Beginn des 12. Jahrhunderts eine große Bürgergemeinde. Die 1123 zugunsten der Abtei Saint-Mélaine de Rennes verfasste Urkunde wurde tatsächlich in Anwesenheit von fünf Bürgern der Stadt als Zeugen ausgestellt. Wie um den Bedürfnissen einer großen Bevölkerung gerecht zu werden, wurde die Einrichtung der ersten Bettelorden ab Ende des 13. Jahrhunderts in der Stadt wirksam. Tatsächlich ließen sich 1283 die Cordeliers oder Franziskanermönche in Guingamp nieder, die im folgenden Jahr von den Dominikanermönchen zum Vorbild genommen wurden.

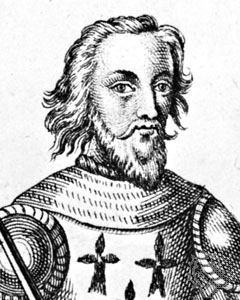
Charles de Blois

Guingamp wurde privilegierter Wohnsitz von Charles de Blois  und Jeanne de Penthièvre im 14. Jahrhundert. Dort sammelten sich 1364 die bretonischen Truppen von Charles de Blois unter ihrem Anführer Bertrand du Guesclin, um in die Schlacht von Auray zu ziehen. Dabei starb Charles de Blois in dieser Entscheidungsschlacht des Bretonischem Erbfolgekriegs. In dieser Zeit, ab 1380, wurde die Stadt mit einem Staatsanwalt und Konkursverwalter des Bürgertums ausgestattet, eine Stadtgemeinde, deren politische und wirtschaftliche Macht sich im 15. Jahrhundert behauptete, bis hin zur Konkurrenz mit der herzoglichen Macht. Guingamp entwickelte sich überdies zu einem regionalen Zentrum der Weberei.
Guingamp, eine befestigte Stadt mit einer Fläche von fast sieben Hektar im 15. Jahrhundert, war damals eine der wichtigsten Festungen des Bistums Tréguier. 1421 nach dem Vorfall von Champtoceaux in den herzoglichen Herrschaftsbereich integriert, wurde es Sitz einer wichtigen Lehnsherrschaft. Als Mittelpunkt der für den Sohn von Herzog Johann VI., Peter II., eingerichteten Apanage wurde die Stadt in der zweiten Hälfte des 15. Jahrhunderts als Bestätigung der herzoglichen Macht mit einer imposanten Artilleriefestung, dem Schloss Pierre II, und Wällen ausgestattet, dem Fortschritt der Artillerie angepasst. Es war auch das Zentrum einer besonders aktiven Fachwerkhauswerkstatt, deren Ruhm weit über die Stadt hinausging.
Nachdem die Stadt zweimal, 1488 und 1491, unter dem Zorn der französischen Armee gelitten hatte, kehrte sie sehr schnell zum Wohlstand zurück, was insbesondere durch den Wiederaufbau des Westportals und des südwestlichen Teils der Basilika Notre-Dame de Bon-Secours von 1536 belegt wird. Durch die Entscheidung für ein neues Stilrepertoire, das der Renaissance, öffnete sich Guingamp neuen architektonischen Einflüssen.
Das Ende des 16. Jahrhunderts war in Guingamp, wie in vielen Städten, von den Waffengängen geprägt, die während der Hugenottenkriege durchgeführt wurden. Guingamp, damals in den Händen von Philippe-Emmanuel de Lorraine, der versuchte, sich zum unabhängigen Herrn der Provinz zu erheben, wurde 1591 von Henri de Montpensier, dem Vertreter des Königs von Frankreich belagert und eingenommen. Die Klöster der Cordeliers und der Jakobiner wurden daraufhin in Brand gesteckt. Das während dieser Kriege wieder zur Verteidigung genutzte Schloss Pierre II kam zum letzten Mal zum Tragen. Die Festung wurde 1626 auf Befehl von König Ludwig XIII. nach der Chalais-Verschwörung abgerissen und bis auf die Höhe der Stadtmauer zerstört.
Im Gefolge der Gegenreformation beherbergte Guingamp im 17. Jahrhundert mehrere Klostergründungen, deren Gemeinschaften, die größtenteils am Rande der Stadt gegründet wurden, imposante Gebäude errichteten. Das 18. Jahrhundert stand im Zeichen der Stadterneuerung. Diese Zeit war in der Tat durch die Umsetzung von Anlagen und Projekten zur Verschönerung gekennzeichnet.
Guingamp ging am 25. Januar 1790 zur Gemeinde über. Ab diesem Datum war es Hauptort eines Kantons und bis zum Jahr IV (1795–1796) auch Hauptort eines Distrikts, wurde dann zur Hauptstadt eines Arrondissements im Jahre VIII (1799–1800). Seit dem Mittelalter Sitz eines Seneschalls, hatte die Stadt bis zum Jahr IV (1795–1796) ein Amtsgericht, vom Jahr IV bis VIII Jahr (1799–1800) ein Justizvollzugsgericht, dann ein Gericht erster Instanz.
Die Mitte des 18. Jahrhunderts begonnene Stadtplanung wurde um 1830–1840 umgesetzt. In der ersten Hälfte des 19. Jahrhunderts wurden die alten Tore und ein großer Teil der Stadtmauer entfernt, die Wassergräben zugeschüttet. Die Stadt nahm ihr heutiges Aussehen an, bewahrte jedoch einen starken mittelalterlichen Einfluss. Obwohl das übervolle Stadtzentrum modernisiert wurde, entwickelten sich die Vororte aktiv und viele Bauten wurden dort errichtet. Wie viele Orte erlebte die Stadt Guingamp in der zweiten Hälfte des 19. und der ersten Hälfte des 20. Jahrhunderts eine bedeutende Entwicklung, insbesondere mit der Ankunft der Eisenbahn im Jahr 1863.
Nach der Befreiung Frankreichs von der deutschen Besatzung wurde Im Frühling 1945 in der Nähe von Guingamp der Film Schienenschlacht gedreht.

## Bevölkerungsentwicklung
| Guingamp: Einwohnerzahlen von 1793 bis 2016                                                                               | Guingamp: Einwohnerzahlen von 1793 bis 2016 | Guingamp: Einwohnerzahlen von 1793 bis 2016 | Guingamp: Einwohnerzahlen von 1793 bis 2016 | Guingamp: Einwohnerzahlen von 1793 bis 2016 |
| --- | ------------------------------------------- | ------------------------------------------- | ------------------------------------------- | ------------------------------------------- |
| Jahr |                                             |                                             |                                             | Einwohner                                   |
| 1793 | 1793                                        |                                             | 5.177                                       | 5.177                                       |
| 1800 | 1800                                        |                                             | 5.190                                       | 5.190                                       |
| 1806 | 1806                                        |                                             | 4.973                                       | 4.973                                       |
| 1821 | 1821                                        |                                             | 5.550                                       | 5.550                                       |
| 1831 | 1831                                        |                                             | 6.100                                       | 6.100                                       |
| 1836 | 1836                                        |                                             | 6.466                                       | 6.466                                       |
| 1841 | 1841                                        |                                             | 6.796                                       | 6.796                                       |
| 1846 | 1846                                        |                                             | 6.949                                       | 6.949                                       |
| 1851 | 1851                                        |                                             | 6.718                                       | 6.718                                       |
| 1856 | 1856                                        |                                             | 6.893                                       | 6.893                                       |
| 1861 | 1861                                        |                                             | 7.350                                       | 7.350                                       |
| 1866 | 1866                                        |                                             | 6.977                                       | 6.977                                       |
| 1872 | 1872                                        |                                             | 7.045                                       | 7.045                                       |
| 1876 | 1876                                        |                                             | 7.895                                       | 7.895                                       |
| 1881 | 1881                                        |                                             | 8.404                                       | 8.404                                       |
| 1886 | 1886                                        |                                             | 8.744                                       | 8.744                                       |
| 1891 | 1891                                        |                                             | 9.196                                       | 9.196                                       |
| 1896 | 1896                                        |                                             | 9.272                                       | 9.272                                       |
| 1901 | 1901                                        |                                             | 9.252                                       | 9.252                                       |
| 1906 | 1906                                        |                                             | 9.212                                       | 9.212                                       |
| 1911 | 1911                                        |                                             | 9.385                                       | 9.385                                       |
| 1921 | 1921                                        |                                             | 7.923                                       | 7.923                                       |
| 1926 | 1926                                        |                                             | 8.575                                       | 8.575                                       |
| 1931 | 1931                                        |                                             | 8.644                                       | 8.644                                       |
| 1936 | 1936                                        |                                             | 8.663                                       | 8.663                                       |
| 1946 | 1946                                        |                                             | 9.080                                       | 9.080                                       |
| 1954 | 1954                                        |                                             | 8.117                                       | 8.117                                       |
| 1962 | 1962                                        |                                             | 8.912                                       | 8.912                                       |
| 1968 | 1968                                        |                                             | 9.232                                       | 9.232                                       |
| 1975 | 1975                                        |                                             | 9.284                                       | 9.284                                       |
| 1982 | 1982                                        |                                             | 8.507                                       | 8.507                                       |
| 1990 | 1990                                        |                                             | 7.905                                       | 7.905                                       |
| 1999 | 1999                                        |                                             | 8.008                                       | 8.008                                       |
| 2006 | 2006                                        |                                             | 7.724                                       | 7.724                                       |
| 2011 | 2011                                        |                                             | 7.276                                       | 7.276                                       |
| 2016 | 2016                                        |                                             | 6.899                                       | 6.899                                       |
| Quelle(n): EHESS/Cassini bis 1999 INSEE ab 2006 Anmerkung(en): Ab 1962 offizielle Zahlen ohne Einwohner mit Zweitwohnsitz |                                             |                                             |                                             |                                             |

Die Zahl der Bevölkerung erreichte ihren ersten Höhepunkt vor dem Ersten Weltkrieg und erneut in den 1970er Jahren.
Die folgende Grafik zeigt die Entwicklung der Altersgruppen der Bewohner der Gemeinde. Der Anteil der über 60-jährigen (26,8 %) im Jahr 2022 liegt unterhalb des entsprechenden Durchschnitts des Départements (34,4 %) und entspricht ungefähr dem Durchschnitt der France métropolitaine mit 27,1 %. Zu bemerken ist der hohe Anteil der Personen zwischen 15 und 29 Jahren (25,6 %) im Jahr 2022, ein sehr viel höherer Anteil als im Département (13,8 %) und in der France métropolitaine (17,5 %).
- Diagrammdaten:
- Definition |
- Hilfe

Die folgende Grafik zeigt den Anteil der Bewohner der Gemeinde nach Art der Beschäftigung im erwerbstätigen Alter im Jahr 2019. Der Anteil der Erwerbstätigen (50,3 %) liegt hierbei sehr weit unter dem Durchschnitt des Départements (65,4 %) und dem Wert der France métropolitaine (64,7 %). Der Anteil der Erwerbslosen (13,7 %) liegt hingegen über dem Durchschnitt des Départements (8,5 %) und der France métropolitaine (9,6 %).

## Sehenswürdigkeiten (Auszug) und Veranstaltungen
- Reste der mittelalterlichen Befestigung aus dem 15. Jahrhundert, seit 1943 als Monument historique eingeschrieben
- Reste des Schlosses Pierre II, seit 1926 1964 als Monument historique eingeschrieben
- Rathaus (Hôtel de Ville) aus dem 17. Jahrhundert, ursprünglich ein Augustinerkloster, dann ein Hospiz, seit 1913 als Monument historique klassifiziert
- Notre-Dame-de-Bon-Secours, eine gotische Basilika aus dem 13. Jahrhundert mit der Statue einer Schwarzen Madonna, die von Kreuzfahrern nach Frankreich gebracht worden sein soll und alljährlich Ziel von Pilgern ist, seit 1914 als Monument historique klassifiziert
- Ehemalige Abtei Sainte-Croix aus dem 17. Jahrhundert, Abteigebäude und Reste der Kirche seit 1926 als Monument historique eingeschrieben
- Schloss Les Salles aus dem 15. Jahrhundert, seit 1964 als Monument historique eingeschrieben
- Urselinenkloster aus dem 17. Jahrhundert, Fassaden und Dächer der ehemaligen Kapelle und der Klostergebäude sind jeweils seit 1925 bzw. 1986 als Monument historique eingeschrieben
- Herrenhaus Roudourou aus dem 17. Jahrhundert, seit 1964 als Monument historique eingeschrieben
- Brunnen La Plomée, genannt „La Pompe“ aus dem 16. Jahrhundert, seit 1902 als Monument historique klassifiziert
- Mehrere Häuser aus dem 16. und 17. Jahrhundert, als Monument historique klassifiziert oder eingeschrieben
- die jährlich stattfindende traditionell-folkloristische Tanzveranstaltung Festival de la danse bretonne de la Saint-Loup (Mitte August)
- das Stadion des Profifußballvereins En Avant Guingamp (Stade de Roudourou), das mehr als doppelt so viele Plätze hat wie Guingamp Einwohner
- In der Umgebung: Wälder mit dem Menhir von Keroter und den Stèles Gauloises du Boulbin. Einige Kilometer westlich liegt der höchste Berg der nördlichen Bretagne (Menez-Bré, 302 Meter hoch) mit der Wallfahrtskapelle Saint-Hervé

Siehe auch: Liste der Monuments historiques in Guingamp

## Bildung
Die Gemeinde verfügt über
- sechs Vor- und Grundschulen, davon zwei in privater Hand,
- drei Collèges, davon eines in privater Hand,
- drei Lycées, davon zwei in privater Hand,
- eine öffentliche berufsbildende Schule,
- eine Privatschule ohne Vertrag,
- ein Informations- und Orientierungszentrum,
- eine Hochschule Formations Université catholique de l’Ouest BRETAGNE und
- eine Hochschule Institut Supérieur de l'Education Artistique et Culturelle INSEAC.[12][13]

Am 8. Juli 2008 hat sich die Gemeindeverwaltung verpflichtet, die bretonische Sprache im Rahmen des Aktionsplans Ya d’ar brezhoneg („Ja zum Bretonischen“) zu fördern. Im Jahr 2007 erhielten 15,2 % der Grundschüler zweisprachigen Unterricht.

## Wirtschaft
Die folgende Grafik zeigt die Anzahl der Arbeitsplätze in Guingamp nach Branchen:
Die Branchen mit den meisten Betrieben der Gemeinde außerhalb der Landwirtschaft sind (Stand: 31. Dezember 2020):
- Handel, Transport, Beherbergung und Gastronomie (37,8 %)
- Öffentliche Verwaltung, Bildung, Gesundheit und Soziales (13,9 %)
- Freiberufliche, wissenschaftliche und technische sowie administrative und unterstützende Dienstleistungen (13 %).

Der wichtigste Sektor der Industrie ist hierbei die Lebensmittelindustrie.

## Sport

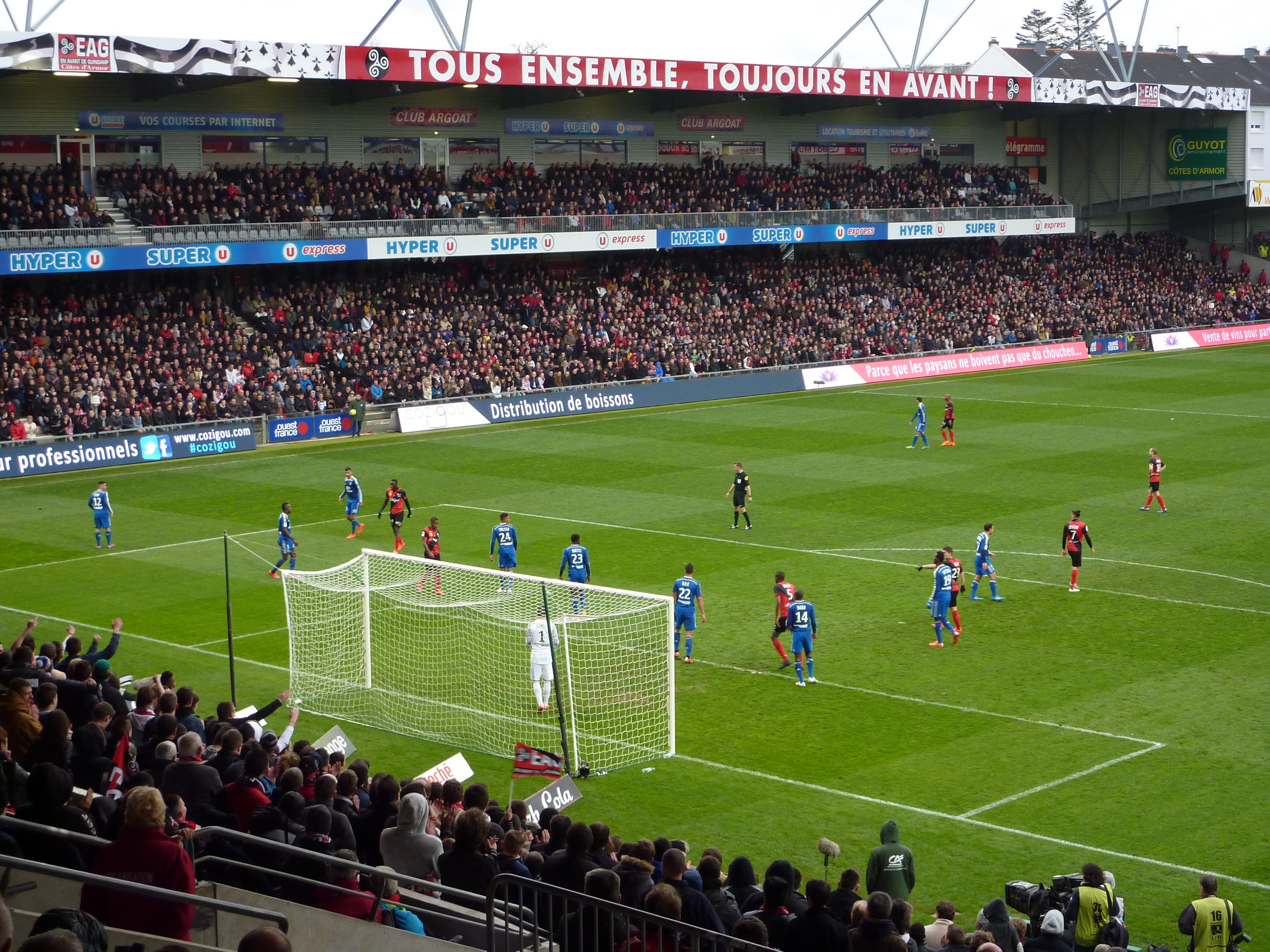
Spieler des EA Guingamp in einem Spiel im Stadion Roudourou

Der bekannteste Sportverein der Stadt ist der Fußballverein En Avant de Guingamp, der seit 1995 (mit zwei Unterbrechungen) in der höchsten französischen Spielklasse (Ligue 1, früher Première Division) spielte. Seit der Saison 2019/20 spielt Guingamp erneut zweitklassig.
Der Fernwanderweg GR 34A zwischen Bréhec, einem Weiler von Plouha, und Perros-Guirec durchquert das Gemeindegebiet.

## Verkehr
Der Bahnhof Guingamp liegt an der Bahnstrecke Paris–Brest und wird von Hochgeschwindigkeitszügen TGV bedient. Die Fahrzeit von Paris beträgt bei direkter Verbindung 2 3⁄4 Stunden.
Guingamp liegt an einem Knotenpunkt von regionalen Eisenbahnstrecken und wird von dem TER Bretagne, einer Regionalbahn der staatlichen SNCF, mit mehreren Linien bedient:
- 1: Rennes ↔ Brest
- 21: Saint-Brieuc ↔ Brest
- 25: Guingamp ↔ Carhaix
- 25b: Guingamp ↔ Paimpol

Das Angebot wird ergänzt durch regionale Buslinien des Netzwerks BreizhGo der Region Bretagne:
- Linie 6: Saint-Brieuc – Guingamp – Lannion
- Linie 21: Guingamp – Rostrenen
- Linie 22: Guingamp – Plouha
- Linie 23: Guingamp – Plougras

Axéobus im Besitz des Gemeindeverbands ist Träger eines innerstädtischen Netzes von drei regulären Buslinien und zusätzlich einem Dienst auf Anfrage für Fahrten nach Guingamp und in die Umgebung.
Guingamp wird von der autobahnähnlich ausgebauten N 12 von Ost nach West durchquert. Sie verbindet die Stadt im Westen mit Brest und im Osten mit Rennes über Saint-Brieuc. Die Route départementale 767, die ehemalige Route nationale 167 verbindet die Gemeinde mit Lannion im Norden und mit Vannes über Pontivy im Süden der Bretagne. Die D 787, die ehemalige Route nationale 787 verbindet die Gemeinde mit Lézardrieux im Norden und mit Carhaix-Plouguer im Süden.

## Partnerschaften
Seit dem 9. Mai 2011 besteht mit der Stadt Aue im Erzgebirge eine Städtepartnerschaft. Hierdurch sollen vor allem wirtschaftliche, sozio-kulturelle, sportliche und Vereins-Aktivitäten entwickelt oder vertieft werden.
Das St.-Pius-Gymnasium in Coesfeld und das Deutschhaus-Gymnasium in Würzburg sind Partnerschulen des Lycée Notre-Dame in Guingamp.
Eine weitere Städtepartnerschaften besteht seit 1991 mit Shannon in Irland.

## Persönlichkeiten
- Peter II. (1418–1457), Herzog der Bretagne
- François Valentin (1738–1805), Maler, geboren in Guingamp
- Pierre Guyomar (1757–1826), Politiker, geboren und gestorben in Guingamp
- Jean Conan (1765–1834), Poet, geboren in Guingamp, schrieb unter dem Pseudonym „Guingamp“ eine autobiografische Erzählung in bretonischer Sprache
- Yves Marie Pastol (1770–1813), General, geboren in Guingamp
- Alphonse Le Hénaff (1821–1884), Maler, geboren und gestorben in Guingamp
- Pierre Thielemans (1825–1898), belgischer Komponist und Organist, gestorben in Guingamp
- Auguste Ollivier (1828–1916), Politiker, geboren in Guingamp
- Augusta Coupey (1838–1913), Fabulistin, Romancière, Poetin und Komponistin, geboren und gestorben in Guingamp
- Théodule Ribot (1839–1916), Psychologe und Philosoph, geboren in Guingamp
- Auguste Pavie (1847–1925), Forscher in Indochina, Diplomat und hochrangiger Beamter, studierte in Guingamp
- Joseph Guy Ropartz (1864–1955), Komponist und Dirigent, geboren in Guingamp
- Erwan ar Moal, Pseudonym von Yves Le Moal (1874–1957), Schriftsteller von Werken in bretonischer Sprache, Journalist und Widerstandskämpfer während der deutschen Besetzung im Zweiten Weltkrieg, besuchte das Lycée Notre-Dame in Guingamp
- Théophile Marie Brébant (1889–1965), Offizier in beiden Weltkriegen, gestorben in Guingamp
- James Bouillé (1894–1945), Architekt, Begründer des Atelier breton d’art chrétien (deutsch Bretonische Werkstatt für christliche Kunst), geboren in Guingamp
- Pierre Loyer (1894–1983), Leiter des Service de l’artisanat des Vichy-Regimes, geboren in Guingamp
- Gilbert Renault (1904–1984), Schriftsteller, führendes Mitglied eines Geheimdiestnetzwerks im Rahmen des Widerstands während der deutschen Besetzung im Zweiten Weltkrieg, gestorben in Guingamp
- Édouard Ollivro (1921–1982), Lehrer, Schriftsteller und Politiker, gestorben in Guingamp
- Jacques Trébouta (1930–1998), Fernsehregisseur, geboren in Guingamp
- Marcel Philippot (1953–2018), Schauspieler, geboren in Guingamp
- Yann Andréa (1952–2014), Schriftsteller, geboren in Guingamp
- Yoann Le Boulanger (* 1975), Radrennfahrer, geboren in Guingamp
- Laurianne Delabarre (* 1987), Volleyballspielerin, geboren in Guingamp